# Peligro inminente (Tom Clancy)
Peligro inminente es una novela de Tom Clancy, escrita en 1989 y forma parte de la serie de libros de Jack Ryan. En la novela, Ryan sirve como Director interino de la CIA y descubre que sus colegas le están ocultando una guerra encubierta contra el Cartel de Medellín de Colombia. La novela vendió 1.625.544 copias, con lo que se convirtió en el best seller #1 de la década de los 80.

## Resumen del libro
La nave de la Guardia Costera de los Estados Unidos, Panache, intercepta un yate en el Mar Caribe, descubriendo a dos hombres hispanos limpiando la embarcación donde habían ejecutado a un hombre y toda su familia. A través de una falsa ejecución, los tripulantes de la Guardia Costera logran que los asesinos confiesen los macabros asesinatos. Luego se descubre que el hombre asesinado formaba parte de una operación de lavado de dinero en conjunto con el Cartel de Medellín. Después de más investigaciones, se descubre que había lavado aproximadamente $650.000.000.
Los detalles de las investigaciones llegan pronto a oídos del presidente Bob Bennett, quien hace un llamado a un cambio de dirección en la Guerra contra las drogas. El presidente siente la necesidad de tomar acciones drásticas contra los carteles de las drogas, pues en el año electoral, se ha revelado su fracaso en controlar el ingreso de drogas a los Estados Unidos. El contrincante de Bennett, J. Robert Fowler, toma el tema de las drogas como principal arma de su campaña política, y fuerza así una posición más fuerte del gobierno contra los narcotraficantes.
Para combatir la fuente de las drogas, el presidente siente la necesidad de iniciar una serie de operaciones encubiertas dentro de Colombia. La CIA diseña un plan que involucra el establecimiento de operaciones aéreas contra aeronaves que se sospecha transportan drogas mientras estas ingresan al espacio aéreo norteamericano. Para verificar la identidad de los objetivos, la CIA despacha ilegalmente infantería ligera para que se infiltren en territorio colombiano y tomen nota visual de los pequeños campos aéreos clandestinos utilizados por el cartel. Estas unidades militares verifican y reportan el despegue de vuelos cargados de droga, desmantelan y destruyen los campos aéreos.
Tres funcionarios del gobierno estadounidense le dan vida al plan:
- El Consejero de Seguridad Nacional Vicealmirante James Cutter,
- El Director de operaciones de la CIA Robert Ritter,
- El Director de la Agencia Central de Inteligencia, el juez Arthur Moore.

### Nuevas operaciones
El plan consistía de cinco operaciones:
- Operación CAPER: recolección de inteligencia electrónica.
- Operación EAGLE EYE: intercepción de aeronaves.
- Operación SHOWBOAT - I: reconocimiento de campos aéreos.
- Operación SHOWBOAT - II': Destrucción de sitios de procesamiento de coca.
- Operación RECIPROCITY: asesinatos de líderes del cartel mediante ataques aéreos quirúrgicamente precisos.

Operación CAPER fue el despacho encubierto de unidades de recolección de información SIGINT a Colombia para interceptar comunicaciones entre miembros del cartel. El medio principal de comunicación eran los teléfonos celulares, que al momento de ser escrito el libro, se consideraban aparatos exclusivos e imposibles de interceptar. También fue el brazo de comunicación de la operación SHOWBOAT y el único medio de contacto de la infantería con el mundo exterior. John Clark (Tom Clancy) fue despachado con CAPER para coordinar las actividades.
EAGLE EYE involucró el despacho de F-15s para interceptar los vuelos de droga originarios de Colombia. Estos vuelos eran identificados por un equipo de infantería ligera formado únicamente por hispanos seleccionados de otras divisiones del Ejército de los Estados Unidos. Estos incluían a la 7.ª, 25.ª y la 10.ª División de Montaña. Los vuelos de intercepción fueron realizados en su mayoría por el capitán de la Fuerza aérea de los Estados Unidos Jeff "Bronco" Winters.
La infantería ligera fue el músculo de la operación SHOWBOAT. Los militares tenían la tarea de identificar campos aéreos utilizados para la droga, los cuales eran suministrados por el agente encubierto de la CIA Carlos Larson. Además, reportaban el tiempo de despegue y la matrícula de las aeronaves que salían de estos campos, permitiendo así al equipo de EAGLE EYE hacer las intercepciones.
La operación RECIPROCITY fue una operación completamente separada de las demás. Como su nombre lo sugiere, consistió en ataques recíprocos de venganza contra el cartel como resultado del asesinato del director del FBI Emil Jacobs durante su visita al fiscal general de Colombia.
El plan del asesinato fue iniciado por el cubano Félix Cortez. Cortez era un miembro de la DGI de Cuba - el equivalente cubano a la KGB - bajo contrato del cartel como jefe de la seguridad e inteligencia. Cortez logra enamorar a la asistente personal viuda de Jacobs, Moira Wolfe, quien sin intención revela información relacionada con la visita de Jacobs a Colombia. Cortez entrega esta información al cartel, quien se muestra más y más temeroso debido a las repentinas desapariciones de vuelos cargados de droga hacia los Estados Unidos y a la destrucción de sus campos de procesamiento de coca. La administración del cartel decide hacer frente a los Estados Unidos y deciden asesinar el Jacobs.
Después que Jacobs y otros estadounidenses fueron asesinados, inicia la operación RECIPROCITY. Esta fase involucra el bombardeo de una ubicación donde CAPER descubrió se iban a reunir los miembros del cartel, por medio de un F 18 Hornet guiado por láser desde tierra. Se intenta mantener el bombardeo secreto. La operación se hace lo más secreta posible: la bomba se deja caer sobre uno de los vehículos estacionados en el lugar para dar la impresión que se trató de un coche bomba y la bomba estaba construida de una estructura de celulosa que no deja fragmentos después de la explosión. Sin embargo, Cortez descubre que todo se trató de un ataque norteamericano por los residuos del Octol utilizados como explosivo.
Cada vez más, Ryan se entera de las actividades que están sucediendo en Colombia y empieza a sospechar de la agencia. Como Director de Inteligencia de la Agencia, Ryan debería estar enterado de casi todas las operaciones, pero sospecha que le están ocultando algo. Luego de que su gran amigo, el Comandane Jackson, le preguntara sobre actividades en la región, Ryan acude al juez Moore y exige una explicación. Luego de que le explican el plan, le ordenan que no diga nada ante la comisión de inteligencia del congreso, lo cual es una violación a la ley.
Mientras tanto, Cortez descubre la verdad sobre la explosión luego de otro bombardeo sobre una casa colombiana. Sin embargo, decide no decirle nada al cartel. Cortez planea crear una guerra entre el cartel que le facilite la toma de poder de la organización. También descubre que hay tropas estadounidenses en Colombia, y orden grandes grupos de mercenarios que les den cacería. El plan de Cortez era brillante no solamente porque iba a matar a los militares y eliminar esa amenaza, sino que también iba a causar la muerte de muchos hombres leales a Escobedo, quien hubiera podido bloquear su ascenso al poder del cartel. Finalmente, Cortez hace contacto con el vicealmirante Cutter, y lo chantajea con su conocimiento de la operación. Exige el fin de la operación, pero promete una guerra dentro del cartel que reducirá la exportación de drogas a los Estados Unidos. Cutter cede ante las demandas de Cortez, y acepta cortar todo apoyo a los equipos de SHOWBOAT infiltrados en Colombia.
Cutter después vuela a Panamá y se reúne con Cortez, quienes no saben que están siendo secretamente monitoreados. Ryan, junto con los agentes de la CIA John Clark y Carlos Larson se dirigen a Panamá con un helicóptero (un MH-53 Pave Low). Dan Murray es enviado al Panache para obtener la asistencia de la embarcación en caso de que el helicóptero no pudiera regresar a Panamá. Mientras tanto, Clark se enfurece terriblemente por la decisión de Cutter de haber abandonado a los militares en Colombia y haber terminado la operación SHOWBOAT abruptamente. Junto con Ryan y la tripulación del helicóptero, planean una operación de rescate.
Clark vuela a Colombia junto con Larson para hacer contacto radial con los equipos y advertirles de las operaciones del cartel, así como para indicarles puntos de recolección donde serán extraídos. Mientras hacen los sobrevuelos, uno de los equipos militares, KNIFE, es prácticamente aniquilado por los mercenarios colombianos. Solamente unos cuantos sobrevivientes, entre ellos Domingo Chavez logran escapar de la muerte. Clark aconseja a Chavez que se encuentren al día siguiente en un punto determinado, y Chavez acepta.
Clark viaja a Colombia al día siguiente para encontrarse con Chavez y los demás sobrevivientes, y los recoge en una van. Jack Ryan vuela luego en la noche en un helicóptero de la Fuerza Aérea y recuperan a los demás equipos. Este grupo, junto con Clark y Chavez, lanzan un ataque contra el centro de comando del cartel, y capturan a Escobedo y a Cortez. El equipo luego vuela para rescatar al último de los equipos abandonados en Colombia. Durante esta última extracción, el equipo y el helicóptero son víctimas de fuego pesado. Durante el combate, el jefe de la tripulación del helicóptero es mortalmente herido. Para reconfortar al moribundo, Ryan le promete hacerse cargo de su familia. Debido a los severos daños sufridos por el helicóptero, y a un huracán que se aproximaba, el helicóptero debe aterrizar en la cubierta del Panache. Mientras tanto, Cutter, quien había regresado a Panamá luego de saber que una operación de rescate estaba en ejecución, es engañado, haciéndole creer que el helicóptero se había estrellado durante la tormenta huracanada. Cutter regresa así a Washington creyendo que el asunto estaba resuelto.
Antes de salir de Colombia, Ryan y Clark entregan a Escobedo a los demás miembros del cartel, a quienes se les hace creer que fue Escobedo el que coordinó los intentos de asesinato de los demás miembros. Implícitamente, se hace creer que el cartel matará a Escobedo.
Al final de la operación, Jamer Cutter se suicida para evitar ir a prisión. Cortez es regresado a las autoridades cubanas, donde es catalogado como un traidor, tanto que el oficial que lo recibe le dice "tenemos mucho de qué hablar". Ryan luego se reúne y confronta a Bennett, quien insiste en que hizo lo correcto. Ryan le responde que lo que hizo fue ilegal, y que tendrá que rendirle cuentas de lo sucedido al congreso. Finalmente, en las elecciones de noviembre, el opositor de Bennett, Bob Fowler, gana la presidencia de los Estados Unidos.

## Temas principales
El tema central del libro es la ética del uso de la fuerza militar; para qué propósitos es adecuado el uso de la fuerza militar, cuáles son los chequeos y balances apropiados, y qué pasa cuando la fuerza militar es utilizada para beneficio personal. El tema de la fuerza militar desemboca en el delicado tema de los daños colaterales. Este tema se trata en todos los niveles, desde Ding Chavez considerando que acaba de matar a un campesino y no a un soldado entrenado, hasta al Presidente considerando los costos políticos de haber matado a la esposa y los hijos de uno de los líderes del cartel.
El segundo tema tratado es la lealtad. Cómo puede uno elegir a quién ser leal en un mundo imperfecto donde no hay blanco ni negro, solamente sombras de gris? A pesar de creer en teoría radicalmente diferentes, estos pensamientos son centrales para Ryan, a quien se le ocultaban las operaciones en Colombia, y también a Félix Cortez, quien recibe mucho menos respeto del que cree merecer.

## Alusiones a la realidad
Peligro claro e inminente puede ser considerado una alusión al escándalo Irán-Contra, que ocurrió en el momento en que esta novela era escrita.
Los personajes del libro, como Ernesto Escobedo, y ciertas partes de la trama son similares a la historia real de Pablo Escobar.

## Título del libro
El libro toma su nombre de cuando el presidente Bennett le dice a su gabinete que "el narcotráfico es un peligro claro e inminente para la seguridad nacional de los Estados Unidos".
- Datos: Q1196642